# Desaparición del Boeing 727 en Angola en 2003
El 25 de mayo de 2003, un Boeing 727 con matrícula N844AA fue robado en el aeropuerto de Quatro de Fevereiro, en Luanda (Angola), lo que dio lugar a una búsqueda mundial por parte de la Oficina Federal de Investigación (FBI) y la Agencia Central de Inteligencia (CIA). Desde entonces no se ha encontrado ningún rastro de la aeronave.

## Antecedentes
La aeronave en cuestión era un Boeing 727-223 fabricado en 1975 y operado anteriormente por American Airlines durante veinticinco años. Su último propietario era una empresa con sede en Miami llamada Aerospace Sales & Leasing. La aeronave había sido inmovilizada en el aeropuerto de Quatro de Fevereiro (Luanda) y permaneció inactiva durante catorce meses, acumulando más de 4 millones de dólares en tasas aeroportuarias impagadas. Era una de las dos aeronaves del aeropuerto que estaban en proceso de conversión para su uso por parte de IRS Airlines. El FBI lo describió como «…de color plateado, sin pintar, con una franja azul, blanca y roja. La aeronave formaba parte de la flota aérea de una importante compañía aérea, pero se han eliminado todos los asientos de los pasajeros. Está equipado para transportar combustible diesel».

## Incidente

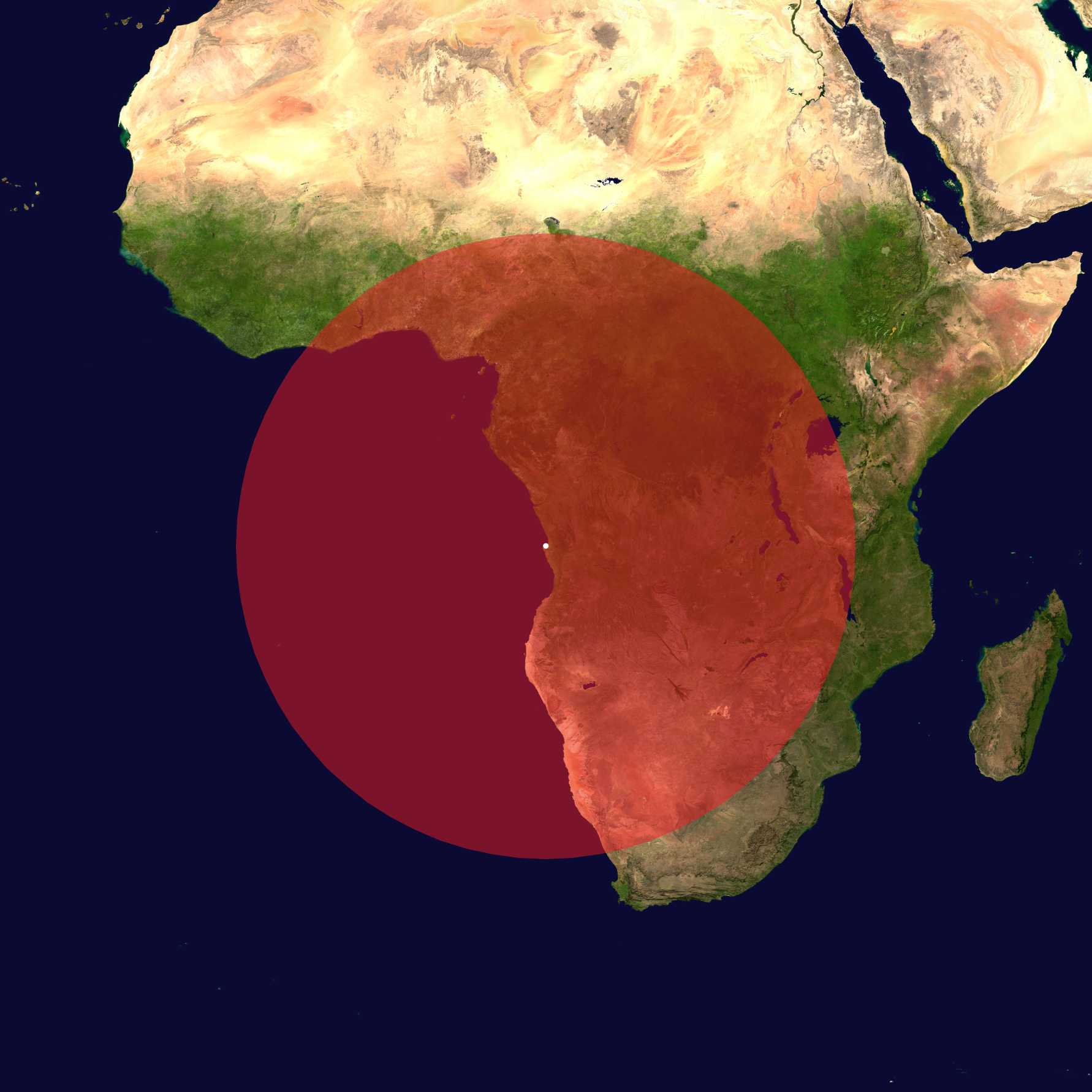
Alcance aproximado del Boeing 727-223 (N844AA)

Se cree que el 25 de mayo de 2003, poco antes de la puesta de sol (probablemente a las 17:00, hora local), dos hombres subieron a la aeronave. Uno de ellos era el piloto e ingeniero de vuelo estadounidense Ben C. Padilla. El otro, John M. Mutantu, era un mecánico contratado de la República del Congo. Ninguno de los dos estaba certificado para pilotar un Boeing 727, y necesitaban un miembro adicional de la tripulación para pilotar la aeronave. Las autoridades estadounidenses creen que Padilla estaba a los mandos. Un empleado del aeropuerto declaró haber visto a una sola persona a bordo del avión en ese momento; otros funcionarios del aeropuerto declararon que dos hombres habían subido al avión antes del incidente.
La aeronave comenzó a rodar sin comunicarse con la torre de control. Maniobró de forma errática y entró en una pista sin autorización. Los agentes de la torre intentaron ponerse en contacto, pero no obtuvieron respuesta. Sin luces, la aeronave despegó, dirigiéndose al suroeste sobre el océano Atlántico antes de desaparecer. Antes del incidente, el avión llevaba 53 000 litros de combustible, lo que le daba una autonomía de unos 2400 kilómetros. Desde entonces no se han visto ni el avión ni los dos hombres, y no se han encontrado restos del avión en tierra ni en el mar.

## Teorías
La hermana de Padilla, Benita Padilla-Kirkland, declaró al South Florida Sun-Sentinel en 2004 que su familia sospechaba que había estado pilotando el avión y temía que posteriormente se estrellara en algún lugar de África o que estuviera retenido contra su voluntad, una teoría con la que coincidía el presidente de Aerospace Sales & Leasing, Maury Joseph, que había examinado el avión dos semanas antes de su desaparición. Sin embargo, las autoridades estadounidenses han sospechado que el historial de fraudes contables de Joseph tuvo algo que ver, y creen que el robo del avión se debió a una disputa empresarial o fue el resultado de una estafa.
En julio de 2003, se informó de un posible avistamiento de la aeronave desaparecida en Conakri (Guinea), pero el Departamento de Estado estadounidense lo descartó de forma concluyente.
Los informes hechos públicos como parte de la filtración de cables diplomáticos de Estados Unidos indican que este país buscó la aeronave en múltiples países tras el suceso. Un funcionario de seguridad regional buscó el avión en Sri Lanka, sin éxito. Los diplomáticos destinados en Nigeria también realizaron una búsqueda por tierra en múltiples aeropuertos, sin encontrarlo. En el telegrama de Nigeria también se afirmaba que los diplomáticos no consideraban probable el aterrizaje del 727 en un aeropuerto importante, ya que el avión podría haber sido fácilmente identificado.
Un extenso artículo publicado en la revista Air & Space Magazine en septiembre de 2010 tampoco pudo sacar ninguna conclusión sobre el paradero o el destino de la aeronave, a pesar de la investigación y las entrevistas con personas conocedoras de los detalles que rodeaban la desaparición.